# Fujian
 Denne artikel omhandler Fujianprovinsen i Kina. Opslagsordet har også en anden betydning, se Fujian (Taiwan).
Fujian (kinesisk: 福建; pinyin: Fújiàn; Wade-Giles: Fu-chien; postsystem-pinyin: Fukien, Foukien) er en provins på sydøstkysten af Folkerepublikken Kina. 
Fujian grænser til Zhejiang i nord, Jiangxi i vest, og Guangdong i syd. Øen Taiwan ligger øst for Fujian.

## Administrativ inddeling
Fujian er inddelt i en subprovinsiel by, Xiamen og otte byer på præfekturniveau:
| Hvor i Fujian | Subprov. by/Bypref. (Tegn) | Areal        | Befolkning i (2002) |
| ------------- | -------------------------- | ------------ | ------------------- |
|               | Fuzhou (福州市)            | 12.153 km²   | 5,97 mio.           |
|               | Xiamen (厦门市)            | 1.640,2 km²  | 1,57 mio.           |
|               | Putian (莆田市)            | 3.928 km²    | 3 mio.              |
|               | Sanming (三明市)           | 22.930 km²   | 2,67 mio.           |
|               | Quanzhou (泉州市)          | 11.220,5 km² | 6,57 mio.           |
|               | Zhangzhou (漳州市)         | 12.874 km²   | 4,53 mio.           |
|               | Nanping (南平市)           | 26.278 km²   | 3,05 mio.           |
|               | Longyan (龙岩市)           | 19.027 km²   | 2,87 mio.           |
|               | Ningde (宁德市)            | 13.452 km²   | 3,24 mio.           |

## Myndigheder
Den regionale leder i Kinas kommunistiske parti er Yin Li. Guvernøren er Tang Dengjie, pr. 2021.
- Wikimedia Commons har flere filer relateret til Fujian

25°54′N 118°18′Ø / 25.9°N 118.3°Ø